# Drum național 72
Der Drum național 72 (rumänisch für „Nationalstraße 72“, kurz DN72) ist eine Hauptstraße in Rumänien.

## Verlauf
Die Straße zweigt in Găești vom Drum național 7 nach Norden ab und verläuft über die Kreishauptstadt Târgoviște, wo sie den Drum național 71 kreuzt und sich nach Osten wendet, und weiter über Dărmănești nach  Ploiești. Dort endet sie am Drum național 1 (Europastraße 60).
Die Länge der Straße beträgt rund 76 Kilometer.